# Bit-Hamban

Mapa Asyrii i krain leżących na wschód i północ od niej (1 połowa I tys. p.n.e.). Na mapie zaznaczone zostało położenie krainy Bit-Hamban – na południe od krainy Parsua.

Bit-Hamban (Bīt-Ḫamban) – w 1 połowie I tys. p.n.e. kraina i prowincja asyryjska w górach Zagros, w rejonie górnego biegu rzeki Dijali. W 744 r. p.n.e. krainę tą zdobył i przekształcił w asyryjską prowincję król Tiglat-Pileser III (744-727 p.n.e.). Prowincja wzmiankowana jest w jednym z listów skierowanych do króla Sargona II (722-705 p.n.e.).